# Quiévelon
Quiévelon település Franciaországban, Nord megyében. Lakosainak száma 138 fő (2022. január 1.). Quiévelon Colleret, Aibes, Ferrière-la-Petite és Obrechies községekkel határos.

## Népesség
A település népességének változása:
| Lakosok száma | 142  | 133  | 130  | 131  | 134  | 136  | 137  | 137  | 138  |
|               | 2013 | 2015 | 2016 | 2017 | 2018 | 2019 | 2020 | 2021 | 2022 |